# Крючки (Алтайский край)
Крючки — поселок в Третьяковском районе Алтайского края. Входит в состав Третьяковского сельсовета.

## История
Основан в 1851 г. В 1928 г. село Крючково состояло из 64 хозяйств, основное население — русские. Центр Крючковского сельсовета Змеиногорского района Рубцовского округа Сибирского края.

## Население
| 1926 | 1997 | 1998 | 1999 | 2000 | 2001 |
| ---- | ---- | ---- | ---- | ---- | ---- |
| 387  | ↘225 | ↗231 | ↗234 | ↘225 | ↗229 |
| 2002 | 2003 | 2004 | 2005 | 2006 | 2007 |
| ↘217 | ↘209 | ↗213 | ↘196 | ↘194 | ↘184 |
| 2008 | 2009 | 2010 | 2011 | 2012 | 2013 |
| ↘178 | ↘157 | ↘142 | →142 | ↘136 | ↘129 |